# Єндашевка
Єнда́шевка (рос. Ендашевка) — присілок у складі Нижньоломовського району Пензенської області, Росія.
Населення — 46 осіб (2010; 62 у 2002).
Національний склад станом на 2002 рік:
- росіяни — 94 %